# Europipe (Unternehmen)
Die Europipe GmbH (Eigenschreibweise: EUROPIPE) produziert längsnahtgeschweißte Großrohre für Gas-, Öl-, Wasserstoff, CO2- und Wasserpipelines. 
Die Gesellschafter sind die zur Salzgitter AG gehörende Salzgitter Mannesmann GmbH und die AG der Dillinger Hüttenwerke zu jeweils 50 Prozent.

## Standorte
- Europipe GmbH – Mülheim an der Ruhr – Zentrale und Fertigung
- Mülheim Pipecoatings GmbH (MPC) – Mülheim an der Ruhr – Rohrbeschichtungen

## Produktion
Das Unternehmen produziert jährlich über 1 Million Tonnen oder rund 3000 Kilometer Rohre. Der Produktionsrahmen umfasst Durchmesser von 610 Millimeter bis 1524 Millimeter (24–60 Zoll) längsnahtgeschweißter Rohre (SAWL) in Wandstärken von 7 bis 50 Millimetern.
Zum Schutz vor mechanischen Beschädigungen und Korrosion der Stahlrohre werden diese ummantelt. Europipe fertigte auch den Hauptteil der Rohre für die Ostseepipeline Nord Stream, die beiden Stränge der Ostsee-Pipeline-Anbindungsleitung (OPAL),  der Nordeuropäische Erdgasleitung (NEL) sowie der Europäische Gas-Anbindungsleitung (EUGAL).